# Faro (stacja kolejowa)
Faro (port.: Estação Ferroviária de Faro) – stacja kolejowa w Faro, w regionie Algarve, w Portugalii, na Linha do Algarve. Znajdują się tu 3 perony.

## Charakterystyka

### Położenie
Stacja znajduje się na Largo da Estação dos Caminhos de Ferro, w mieście Faro.

### Infrastruktura
Stacja posiada 6 torów pasażerskich, o długości od 242 do 403 m, perony mają długość od 175 do 488 m i wysokość 30–70 cm.

## Linie kolejowe
- Linha do Algarve